# Херман Бул
Херман Бул (на немски: Hermann Buhl, 21 септември 1924 – 27 юни 1957) е сред най-изявените австрийски алпинисти в периода след Втората световна война и един от най-добрите катерачи на всички времена.
Той е първият, който прилага алпийския стил на катерене при изкачванията в Хималаите. Най-известните му постижения са:
- 1953 г. – първо изкачване на осемхилядника Нанга Парбат, 8126 метра (соло, без кислород).
- 1957 г. – първо изкачване на Броуд пик, 8051 метра.

Преди успешната експедиция на Нанга Парбат 31 души загиват при опити да бъде изкачен върхът.
Бул е първият алпинист, успешно завършил солово изкачване на осемхилядник. Само няколко седмици след успешното му пионерно изкачване на Броуд пик (заедно с Фриц Винтерщелер и Маркус Шмук), Херман Бул и Курт Димбергер правят опит за изкачване в алпийски стил на близкия, неизкачван до този момент, седемхилядник Чоголиза (7654 м). Непосредствено под върха Бул пропада в снежна козирка по североизточния хребет и загива. Тялото му никога не е намерено.